# Elezioni regionali in Friuli-Venezia Giulia del 2023
Le elezioni regionali del 2023 in Friuli-Venezia Giulia si sono svolte il 2 e 3 aprile. Sono state le tredicesime nella storia della regione, e le quinte con l'elezione diretta del Presidente della Giunta regionale.
È stato rieletto alla presidenza Massimiliano Fedriga, sostenuto dalla coalizione di centrodestra, che ha ottenuto oltre il 64% delle preferenze, staccando di oltre 175 000 voti il secondo classificato, Massimo Moretuzzo, candidato espresso dal centrosinistra. Per la prima volta, da quando vi è l'elezione diretta del presidente della Regione, il presidente uscente è stato riconfermato alle urne.
Tra le liste il partito più votato è risultata la Lega, col 19,03% dei suffragi, davanti a Fratelli d'Italia, col 18,11%, e alla Lista Fedriga Presidente che ottiene il 17,76%. Tra i gruppi di liste, il centrodestra ha raccolto il 63,53% dei voti, davanti al centro-sinistra (29,75%).
Per l'elezione del Presidente e del Consiglio regionale gli aventi diritto al voto erano 1 109 395, suddivisi in 1 360 sezioni elettorali. Si sono recati al voto 502 077 elettori, pari al 45,27%.
Contemporaneamente alle elezioni per il rinnovo del consiglio regionale, si sono tenute anche quelle per l'elezioni dei sindaci e dei consigli comunali di 24 comuni, tra cui Udine e Sacile, gli unici con più di 15 000 abitanti.

## Legge elettorale

### Sistema elettorale

#### Consiglieri da eleggere
Lo statuto speciale, così come modificato dalla legge costituzionale 7 febbraio 2013, n. 1 (Modifica dell'articolo 13 dello Statuto speciale della regione Friuli-Venezia Giulia, di cui alla legge costituzionale 31 gennaio 1963, n. 1.), prevede che il numero dei consiglieri regionali sia "determinato in ragione di uno ogni 25 000 abitanti o frazione superiori a 10 000, secondo i dati desunti dall'ultima rilevazione ufficiale dell'Istat".
L'Istituto nazionale di statistica ha confermato che l'ultimo dato ufficiale disponibile è pari a 1 194 647 abitanti. Il nuovo consiglio regionale sarà composto da 48 consiglieri, uno in meno rispetto al Consiglio eletto nel 2018, di cui 46 eletti nelle cinque circoscrizioni elettorali, in cui è suddiviso il territorio regionale, ai quali si aggiungono il candidato eletto presidente della Regione e il candidato presidente che ha ottenuto un numero di voti validi immediatamente inferiore.

#### Premio di maggioranza

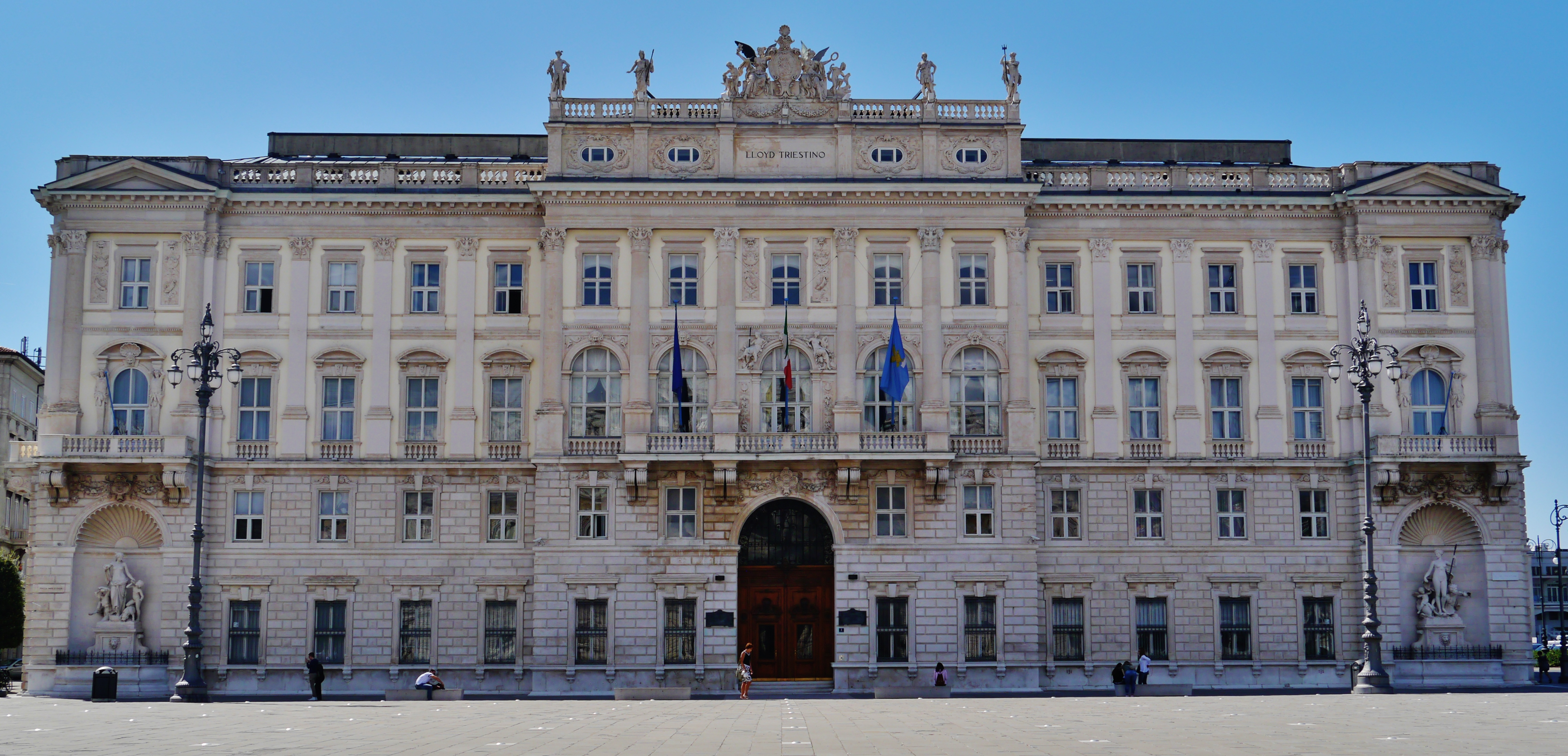
Il Palazzo del Lloyd Triestino, sede della giunta regionale.

Le principali disposizioni normative applicabili alle elezioni del Presidente della Regione e del Consiglio regionale sono contenute nelle leggi regionali 18 giugno 2007, n. 17 (Determinazione della forma di governo della Regione Friuli Venezia Giulia e del sistema elettorale regionale, ai sensi dell'articolo 12 dello Statuto di autonomia) e 18 dicembre 2007, n. 28 (Disciplina del procedimento per la elezione del Presidente della Regione e del Consiglio regionale). La disciplina dei casi di incandidabilità alle cariche di Presidente della Regione e di Consigliere regionale è contenuta nella legge regionale 29 luglio 2004, n. 21 (Determinazione dei casi di ineleggibilità e incompatibilità relativi alla carica di consigliere regionale e di membro della Giunta regionale, ai sensi dell’articolo 12, secondo comma, dello Statuto), e nel Decreto legislativo 31 dicembre 2012, n. 235, Capo III e Capo V.
Secondo la legge elettorale viene eletto Presidente il candidato che ha ottenuto il maggior numero di voti validi. In merito all'attribuzione dei seggi alle singole liste, vengono ammesse alla ripartizione qualora si trovano nelle seguenti tre condizioni:
- abbiano ottenuto almeno il 4% dei voti su base regionale;
- abbiano ottenuto almeno l'1,5% su base regionale e faccia parte di una coalizione che abbia ottenuto almeno il 15%;
- abbiano ottenuto in una circoscrizione pari ad almeno il 20% dei voti.

L'Ufficio centrale regionale deve verificare se la distribuzione proporzionale dei seggi soddisfa le seguenti due condizioni:
- il gruppo di liste o la coalizione di gruppi di liste collegate al candidato eletto Presidente ha ottenuto un numero di seggi che, considerando anche il seggio già attribuito al candidato eletto Presidente, corrisponde al 60% per cento dei seggi del Consiglio, nel caso in cui il Presidente sia stato eletto con più del 45% dei voti o almeno al 55% dei seggi, nel caso in cui il Presidente sia stato eletto con una percentuale di voti pari o inferiore al 45%;
- il gruppo o i gruppi di liste non collegati al candidato eletto Presidente hanno complessivamente ottenuto un numero di seggi che, considerando anche il seggio già attribuito al candidato Presidente primo dei non eletti, corrisponde al 40% dei seggi del Consiglio.

Nel caso in cui risulti che il gruppo di liste o la coalizione di gruppi di liste collegate candidato eletto Presidente ha ottenuto un numero di seggi inferiore al 60% o al 55%, scatta il “premio di maggioranza” che comporta l'attribuzione ai gruppi di liste di maggioranza della prescritta percentuale di seggi e l'attribuzione dei restanti seggi agli altri gruppi di liste.
Nel caso in cui dalla verifica risulti che il gruppo o i gruppi di liste non collegati al candidato eletto Presidente hanno ottenuto un numero di seggi inferiore al 40%, scatta la “garanzia per le minoranze”, che comporta l'attribuzione ai gruppi di liste di minoranza del 40% dei seggi e l'attribuzione dei restanti seggi agli altri gruppi di liste.

#### Seggio alla minoranza slovena
Nel caso in cui un gruppo di liste espressione della minoranza slovena non abbia ottenuto almeno un seggio per effetto delle operazioni di attribuzione dei seggi, le operazioni devono essere ripetute, a condizione che il gruppo di liste:
- abbia dichiarato, in occasione della presentazione delle candidature, il collegamento con un altro gruppo di liste della medesima coalizione;
- abbia ottenuto una cifra elettorale regionale non inferiore all'1% dei voti validi.

Nel ripetere le operazioni di attribuzione dei seggi, l'Ufficio centrale regionale somma le cifre elettorali del gruppo di liste espressivo della minoranza slovena e del gruppo di liste con lo stesso collegato, considerando i due gruppi come un unico gruppo.
Uno dei seggi così ottenuti dall'insieme costituito dai due gruppi è attribuito al gruppo espressivo della minoranza slovena.

#### Ripartizione in circoscrizioni
Le circoscrizioni elettorali in cui è diviso il comprensorio regionale sono Udine, Trieste, Pordenone, Gorizia e Tolmezzo.
| Circoscrizione | Popolazione legale | Seggi attribuiti |
| -------------- | ------------------ | ---------------- |
| Trieste        | 232.601            | 9                |
| Gorizia        | 140.143            | 5                |
| Udine          | 456.186            | 17               |
| Tolmezzo       | 80.550             | 3                |
| Pordenone      | 310.811            | 12               |
| Totale         | 1.220.291          | 46               |

A questi vanno aggiunti due seggi: uno attribuito al candidato risultato eletto come Presidente della Giunta e uno al secondo per numero di voti.

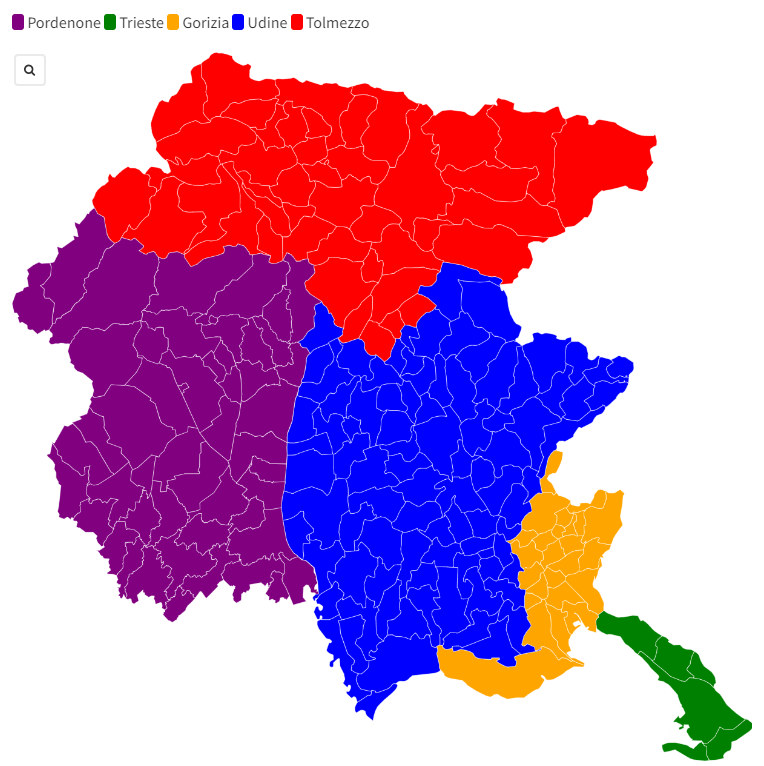
Le cinque circoscrizioni

### Modalità di voto
La legge prevede tre possibili modalità di espressione del voto:
- Scelta del solo candidato presidente. Si traccia un segno sul nome del candidato presidente o sul simbolo associato al nome. In questo caso il voto non si estende alle liste collegate, anche nel caso vi sia una sola lista;
- Scelta del candidato presidente e di una lista. Si traccia un segno sul nome del candidato presidente o sul simbolo associato al nome e un segno sul simbolo della lista. Nel caso in cui si tracci solo un segno sul simbolo della lista, il voto si estende anche al candidato presidente ad essa collegato. È possibile anche effettuare il voto disgiunto tracciando un segno sul nome di un candidato presidente o sul simbolo associato al nome e un segno sul simbolo di una lista ad esso non collegata;
- Scelta del candidato presidente, di una lista e di un candidato consigliere. Si traccia un segno sul nome del candidato presidente o sul simbolo associato al nome, un segno sul simbolo della lista e si scrive il cognome del candidato consigliere a fianco del simbolo della lista. Il candidato consigliere deve fare parte della lista. Nel caso si scriva solo il cognome del candidato consigliere, il voto si estende sia alla lista che al candidato presidente ad essa collegato.

La votazione si svolge domenica 2 aprile, dalle 7:00 alle 23:00 e lunedì 3 aprile, dalle 7:00 alle 15:00.
Il colore della scheda per le elezioni regionali è azzurro - pantone 278U.

## Principali avvenimenti

### Scelta della data
La scelta della data è avvenuta con decreto del Presidente della Regione, emanato il 31 gennaio 2023.

### Presentazione delle candidature
Il deposito dovette essere effettuato dalle ore 8.00 alle ore 20.00 del trentaseiesimo giorno (25 febbraio) e dalle ore 8:00 alle ore 12:00 del trentacinquesimo giorno (26 febbraio) antecedente la data delle elezioni.

## Composizione degli schieramenti e delle candidature

### Coalizione di centrosinistra e M5S
Il Partito Democratico e il MoVimento 5 Stelle convergono sulla candidatura di Massimo Moretuzzo, segretario del partito regionale Patto per l'Autonomia. Consigliere regionale, coprì in passato la carica di sindaco a Mereto di Tomba. La candidatura trova l'appoggio anche di altri movimenti di centro-sinistra come Alleanza Verdi e Sinistra, Slovenska Skupnost e Open Sinistra FVG, che inizialmente aveva ipotizzato la candidatura di Furio Honsell. Il Partito Animalista-FVG, che non riesce a raccogliere il numero di firme necessarie per la presentazione delle liste, sostiene esternamente il candidato di centrosinistra.

### Terzo polo
Azione - Italia Viva e +Europa decidono di presentarsi in autonomia sostenendo Alessandro Maran, ex segretario della sezione isontina del Partito Democratico della Sinistra, deputato dell'Ulivo, del PD e di Scelta Civica.

### Coalizione di centrodestra
Il presidente uscente, Massimiliano Fedriga della Lega, comunicò già a maggio 2022 la sua intenzione di ricandidarsi alla carica di Presidente della Regione, sempre a capo della coalizione di centrodestra.

### Lista Insieme Liberi
Diversi partiti, movimenti ed associazioni di varia estrazione che si sono opposti alla gestione della pandemia da COVID-19 sostengono unitariamente la candidata presidente Giorgia Tripoli.

## Candidature
- Massimiliano Fedriga per Lega, Forza Italia (FI), Fratelli d'Italia (FdI), Fedriga Presidente e Autonomia Responsabile (AR);[12]
- Massimo Moretuzzo per Patto per l'Autonomia (PpA), Slovenska Skupnost (SSk), MoVimento 5 Stelle (M5S), Partito Democratico (PD), Open Sinistra-FVG e Alleanza Verdi e Sinistra (AVS), lista composta da Sinistra Italiana, Europa Verde e Possibile;[13][14][15]
- Alessandro Maran per Azione-Italia Viva-+Europa-Renew Europe;[16]
- Giorgia Tripoli per Insieme Liberi (che include Italexit, Il Popolo della Famiglia - PdF, Movimento 3V - M3V, Ancora Italia - AI, Movimento Gilet Arancioni - MGA, Alister, Comitato Tutela Salute Pubblica FVG, Sindacato dei Popoli Liberi, Solidar, Il Quadrifoglio, Lista Civica Cambiamenti per Cervignano, Comitato Personale UniUd contro il Greenpass).[17][18]

## Affluenza
Sono stati chiamati al voto 1 109 395 elettori, suddivisi in 1 360 sezioni elettorali. Per circoscrizione elettorale, gli elettori sono 211 162 a Trieste (su 276 sezioni); 117 975 a Gorizia (su 153 sezioni); 410 423 a Udine (su 491 sezioni); 80 827 a Tolmezzo (su 121 sezioni); 289 008 a Pordenone (su 319 sezioni). Si sono recati alle urne 502 209 elettori, pari al 45,27%, in calo del 4,34% rispetto alle elezioni regionali del 2018. Il dato rappresenta comunque la più bassa partecipazione al voto, per questo tipo di elezioni.
La circoscrizione con la maggiore affluenza è stata quella di Udine, col 48,82%, mentre quella con l'affluenza minore è stata Trieste, col 40,62%. Il comune con minore affluenza è stato Drenchia, col 17,01%, quello con l'affluenza più alta Lauco, col 63,70%.

### Tabella riepilogativa
I dati sull'affluenza sono qui riepilogati:
| Circoscrizione | Aventi diritto | Affluenza        | Affluenza        | Affluenza        | Affluenza        | Voti validi          | Voti validi | Schede         | Schede             |
| Circoscrizione | Aventi diritto | 12:00            | 19:00            | 23:00            | Finale           | Candidati presidente | Liste       | Bianche        | Nulle / Contestate |
| -------------- | -------------- | ---------------- | ---------------- | ---------------- | ---------------- | -------------------- | ----------- | -------------- | ------------------ |
| Trieste        | 211.162        | 22.412 (10,61%)  | 54.260 (25,70%)  | 64.223 (30,41%)  | 85.786 (40,63%)  | 84.303 (98,2%)       | 67.919      | 341 (0,003%)   | 1140 (0,01%)       |
| Gorizia        | 117.975        | 13.346 (11,31%)  | 34.371 (29,13%)  | 40.509 (34,34%)  | 53.664 (45,49%)  | 52.173 (97,2%)       | 41.828      | 343 (0,006%)   | 933 (0,01%)        |
| Udine          | 410.423        | 50.512 (12,31%)  | 130.071 (31,69%) | 156.921 (38,23%) | 200.382 (48,82%) | 195.757 (97,7%)      | 153.050     | 1643 (0,008%)  | 3063 (0,01%)       |
| Tolmezzo       | 80.827         | 8.631 (10,68%)   | 22.316 (27,61%)  | 26.690 (33,02%)  | 34.780 (43,03%)  | 33.630 (96,7%)       | 27.896      | 331 (0,009%)   | 813 (0,02%)        |
| Pordenone      | 289.008        | 31.067 (10,75%)  | 83.831 (29,01%)  | 102.210 (35,37%) | 127.597 (44,15%) | 124.193 (97,3%)      | 104.047     | 1146 (0,08%)   | 2266 (0,01%)       |
| Totale         | 1.109.395      | 125.977 (11,36%) | 324.849 (29,28%) | 390.553 (35,20%) | 502.209 (45,27%) | 490.056 (97,5%)      | 394.740     | 3.804 (0,007%) | 8.215 (0,016%)     |

## Risultati
|                                                                 | Massimiliano Fedriga ✔️ Presidente                              | 314 824                                                         | 64,24 | Lega                       | 75 101  | 19,03 | 9  |  |  |
| Fratelli d'Italia                                               | Massimiliano Fedriga ✔️ Presidente                              | 314 824                                                         | 64,24 | 71 502                     | 18,11   | 8     |    |  |  |
| Fedriga Presidente                                              | Massimiliano Fedriga ✔️ Presidente                              | 314 824                                                         | 64,24 | 70 121                     | 17,76   | 8     |    |  |  |
| Forza Italia                                                    | Massimiliano Fedriga ✔️ Presidente                              | 314 824                                                         | 64,24 | 26 287                     | 6,66    | 3     |    |  |  |
| Autonomia Responsabile                                          | Massimiliano Fedriga ✔️ Presidente                              | 314 824                                                         | 64,24 | 7 762                      | 1,97    | –     |    |  |  |
|                                                                 | Massimo Moretuzzo                                               | 139 008                                                         | 28,37 | Partito Democratico        | 65 117  | 16,50 | 10 |  |  |
| Patto per l'Autonomia                                           | Massimo Moretuzzo                                               | 139 008                                                         | 28,37 | 24 831                     | 6,29    | 4     |    |  |  |
| Movimento 5 Stelle                                              | Massimo Moretuzzo                                               | 139 008                                                         | 28,37 | 9 467                      | 2,40    | 1     |    |  |  |
| Alleanza Verdi e Sinistra                                       | Massimo Moretuzzo                                               | 139 008                                                         | 28,37 | 8 028                      | 2,03    | 1     |    |  |  |
| Open Sinistra FVG                                               | Massimo Moretuzzo                                               | 139 008                                                         | 28,37 | 5 950                      | 1,51    | 1     |    |  |  |
| Slovenska Skupnost                                              | Massimo Moretuzzo                                               | 139 008                                                         | 28,37 | 4 017                      | 1,02    | 1     |    |  |  |
| Seggio assegnato al candidato presidente classificatosi secondo | Seggio assegnato al candidato presidente classificatosi secondo | Seggio assegnato al candidato presidente classificatosi secondo | 28,37 | 1                          |         |       |    |  |  |
|                                                                 | Giorgia Tripoli                                                 | 22 851                                                          | 4,66  | Insieme Liberi             | 15 696  | 3,98  | –  |  |  |
|                                                                 | Alessandro Maran                                                | 13 375                                                          | 2,73  | Azione-Italia Viva-+Europa | 10 861  | 2,75  | –  |  |  |
| Totale                                                          | Totale                                                          | 490 058                                                         | 100   |                            | 394 740 | 100   | 47 |  |  |
|                                                                 |                                                                 |                                                                 |       |                            |         |       |    |  |  |
| Schede bianche                                                  | Schede bianche                                                  | 12 019                                                          | 2,39  |                            |         |       |    |  |  |
| Votanti                                                         | Votanti                                                         | 502 077                                                         | 45,26 |                            |         |       |    |  |  |
| Elettori                                                        | Elettori                                                        | 1 109 395                                                       |       |                            |         |       |    |  |  |
|                                                                 |                                                                 |                                                                 |       |                            |         |       |    |  |  |
| Fonte: Regione Autonoma Friuli-Venezia Giulia                   |                                                                 |                                                                 |       |                            |         |       |    |  |  |

1. ↑  Include candidati della Lega e di Progetto FVG[20].
2. ↑  Include candidati di NcI e Movimento Trieste Libera.
3. ↑  Include candidati di Art.1.
4. ↑  Include candidati di Civica FVG.
5. ↑  Include candidati di Art.1 e PRC.
6. ↑  Include candidati di Italexit, PdF, M3V, AI, MGA, Alister, Comitato Tutela Salute Pubblica FVG, Sindacato dei Popoli Liberi, Solidar, Il Quadrifoglio, Lista Civica Cambiamenti per Cervignano, Comitato Personale UniUd contro il Greenpass.
7. ↑  Lista non presente nel collegio di Tolmezzo.
8. ↑  Include candidati di Regione Futura e Alfieri per la Libertà.

|                    |                    |  |        |        |
| ------------------ | ------------------ |  | ------ | ------ |
| Lega               | Lega               |  | 19,03% | 19,03% |
| FdI                | FdI                |  | 18,11% | 18,11% |
| Fedriga Presidente | Fedriga Presidente |  | 17,76% | 17,76% |
| PD                 | PD                 |  | 16,5%  | 16,5%  |
| FI                 | FI                 |  | 6,66%  | 6,66%  |
| PpA                | PpA                |  | 6,29%  | 6,29%  |
| Insieme Liberi     | Insieme Liberi     |  | 3,98%  | 3,98%  |
| Az-IV-+E           | Az-IV-+E           |  | 2,75%  | 2,75%  |
| M5S                | M5S                |  | 2,40%  | 2,40%  |
| AVS                | AVS                |  | 2,03%  | 2,03%  |
| Aut. R             | Aut. R             |  | 1,97%  | 1,97%  |
| Open FVG           | Open FVG           |  | 1,51%  | 1,51%  |
| SSk                | SSk                |  | 1,02%  | 1,02%  |

|           |           |  |        |        |
| --------- | --------- |  | ------ | ------ |
| Fedriga   | Fedriga   |  | 64,24% | 64,24% |
| Moretuzzo | Moretuzzo |  | 28,37% | 28,37% |
| Tripoli   | Tripoli   |  | 4,66%  | 4,66%  |
| Maran     | Maran     |  | 2,73%  | 2,73%  |

### Differenze nei voti e seggi con le Regionali 2018
| Lista                      | Diff. voti con Reg. 2018 | Diff. seggi con Reg. 2018 |
| -------------------------- | ------------------------ | ------------------------- |
| Lega                       | 15,88                    | 8                         |
| Fratelli d'Italia          | 12,62                    | 6                         |
| Fedriga Presidente         | Non presente             | Non presente              |
| Forza Italia               | 5,40                     | 2                         |
| Autonomia Responsabile     | 2                        | 1                         |
| Partito Democratico        | 1,61                     | 1                         |
| Patto per l'Autonomia      | 2,20                     | 2                         |
| Movimento 5 Stelle         | 4,66                     | 3                         |
| Alleanza Verdi e Sinistra  | Non presente             | Non presente              |
| Open Sinistra FVG          | 1,27                     | 0                         |
| Slovenska Skupnost         | 0,14                     | 0                         |
| Insieme Liberi             | Non presente             | Non presente              |
| Azione-Italia Viva +Europa | Non presente             | Non presente              |

### Composizione del consiglio regionale
| Circoscrizione        | Lista                | Lista                   | Eletto                | Preferenze |
| --------------------- | -------------------- | ----------------------- | --------------------- | ---------- |
| Friuli-Venezia Giulia | Presidente eletto    | Presidente eletto       | Massimiliano Fedriga  | -          |
| Friuli-Venezia Giulia | Secondo classificato | Secondo classificato    | Massimo Moretuzzo     | -          |
| Udine                 |                      | Lega                    | Mauro Bordin          | 2 137      |
| Udine                 | Barbara Zilli        | Lega                    | 1 683                 |            |
| Udine                 | Alberto Budai        | Lega                    | 1 207                 |            |
| Udine                 | Elia Miani           | Lega                    | 947                   |            |
| Udine                 |                      | Fratelli d'Italia       | Mario Anzil           | 2 555      |
| Udine                 | Stefano Balloch      | Fratelli d'Italia       | 1 851                 |            |
| Udine                 | Igor Treleani        | Fratelli d'Italia       | 1 585                 |            |
| Udine                 |                      | Fedriga Presidente      | Mauro Di Bert         | 3 085      |
| Udine                 | Moreno Lirutti       | Fedriga Presidente      | 2 251                 |            |
| Udine                 | Edy Morandini        | Fedriga Presidente      | 1 973                 |            |
| Udine                 |                      | Forza Italia            | Roberto Novelli       | 1 675      |
| Udine                 |                      | Partito Democratico     | Francesco Martines    | 3 397      |
| Udine                 | Massimiliano Pozzo   | Partito Democratico     | 1 835                 |            |
| Udine                 | Manuela Celotti      | Partito Democratico     | 1 750                 |            |
| Udine                 |                      | Patto per l'Autonomia   | Simona Liguori        | 1 917      |
| Udine                 |                      | Alleanza Verdi Sinistra | Serena Pellegrino     | 394        |
| Udine                 |                      | Movimento 5 Stelle      | Maria Rosaria Capozzi | 130        |
| Pordenone             |                      | Lega                    | Stefano Zannier       | 2 060      |
| Pordenone             | Lucia Buna           | Lega                    | 1 041                 |            |
| Pordenone             |                      | Fratelli d'Italia       | Markus Maurmair       | 2 683      |
| Pordenone             | Alessandro Basso     | Fratelli d'Italia       | 2 454                 |            |
| Pordenone             | Cristina Amirante    | Fratelli d'Italia       | 1 772                 |            |
| Pordenone             |                      | Fedriga Presidente      | Simone Polesello      | 1 739      |
| Pordenone             | Carlo Bolzonello     | Fedriga Presidente      | 1 080                 |            |
| Pordenone             |                      | Forza Italia            | Andrea Cabibbo        | 1 030      |
| Pordenone             |                      | Partito Democratico     | Andrea Conficoni      | 2 788      |
| Pordenone             | Andrea Carli         | Partito Democratico     | 2 786                 |            |
| Pordenone             |                      | Patto per l'Autonomia   | Marco Putto           | 1 543      |
| Pordenone             |                      | Open FVG                | Furio Honsell         | 413        |
| Trieste               |                      | Lega                    | Pino Ghersinich       | 589        |
| Trieste               |                      | Fratelli d'Italia       | Claudio Giacomelli    | 1 887      |
| Trieste               | Fabio Scoccimarro    | Fratelli d'Italia       | 984                   |            |
| Trieste               |                      | Fedriga Presidente      | Carlo Grilli          | 1 141      |
| Trieste               |                      | Forza Italia            | Michele Lobianco      | 1 685      |
| Trieste               |                      | Partito Democratico     | Francesco Russo       | 3 246      |
| Trieste               | Roberto Cosolini     | Partito Democratico     | 1 676                 |            |
| Trieste               |                      | Patto per l'Autonomia   | Giulia Massolino      | 1 212      |
| Trieste               |                      | Slovenska Skupnost      | Marko Pisani          | 986        |
| Gorizia               |                      | Lega                    | Antonio Calligaris    | 942        |
| Gorizia               |                      | Fedriga Presidente      | Diego Bernardis       | 830        |
| Gorizia               |                      | Partito Democratico     | Diego Moretti         | 1 233      |
| Gorizia               | Laura Fasiolo        | Partito Democratico     | 1 106                 |            |
| Gorizia               |                      | Patto per l'Autonomia   | Enrico Bullian        | 2 488      |
| Tolmezzo              |                      | Lega                    | Barbara Zilli         | 2 864      |
| Tolmezzo              |                      | Fedriga Presidente      | Stefano Mazzolini     | 3 319      |
| Tolmezzo              |                      | Partito Democratico     | Massimo Mentil        | 1 009      |

### Distribuzione circoscrizionale del voto
| Candidato            | Voti e percentuali | Voti e percentuali | Voti e percentuali | Voti e percentuali | Voti e percentuali |
| Candidato            | Trieste            | Gorizia            | Udine              | Tolmezzo           | Pordenone          |
| -------------------- | ------------------ | ------------------ | ------------------ | ------------------ | ------------------ |
| Massimo Moretuzzo    | 30.341 (35,99%)    | 18.035 (34,57%)    | 53.165 (27,1%)     | 7.524 (22,43%)     | 29.935 (24,1%)     |
| Massimiliano Fedriga | 47.200 (55,99%)    | 30.109 (57,7%)     | 128.021 (65,5%)    | 24.136 (71,7%)     | 85.358 (68,7%)     |
| Giorgia Tripoli      | 4.638 (5,5%)       | 2.416 (4,63%)      | 9.534 (4,87%)      | 1.194 (3,55%)      | 5.058 (4,07%)      |
| Alessandro Maran     | 2.124 (2,52%)      | 1.613 (3,09%)      | 5.037 (2,57%)      | 758 (2,25%)        | 3.842 (3,09%)      |

| Coalizione                 | Voti e percentuali | Voti e percentuali | Voti e percentuali | Voti e percentuali | Voti e percentuali |
| -------------------------- | ------------------ | ------------------ | ------------------ | ------------------ | ------------------ |
| Coalizione                 | Trieste            | Gorizia            | Udine              | Tolmezzo           | Pordenone          |
| Centrosinistra             | 26.683 (39,14%)    | 16.037 (38,34%)    | 42.218 (27,59%)    | 6.305 (22,61%)     | 26.267 (25,24%)    |
| Centrodestra               | 36.014 (53,03%)    | 22.723 (54,33%)    | 100.252 (65,50%)   | 20.933 (75,04%)    | 70.851 (68,09%)    |
| Insieme Liberi             | 3.573 (5,26%)      | 1.765 (4,22%)      | 6.559 (4,29%)      | Non presente       | 3.799 (3,65%)      |
| Azione-Italia Viva-+Europa | 1.749 (2,58%)      | 1.303 (3,12%)      | 4.021 (2,63%)      | 658 (2,36%)        | 3.130 (3,01%)      |

## Esito delle elezioni
In relazione all'esito delle elezioni il 7 aprile 2023 Massimiliano Fedriga, candidato del centrodestra, è stato proclamato Presidente del Friuli-Venezia Giulia. Nella stessa data sono stati proclamati i consiglieri regionali. Barbara Zilli, eletta sia nella circoscrizione di Tolmezzo che in quella di Udine, doveva ancora optare per una delle due circoscrizioni; in seguito ha optato per quella di Tolmezzo. In sua vece, nella circoscrizione di Udine, è stata eletta Maddalena Spagnolo.
Giorgia Tripoli, candidata della lista Insieme Liberi, ha annunciato che il suo movimento chiederà il riconteggio delle schede nulle, a causa dell'esiguo numero di voti che mancano al movimento per superare la soglia del 4%, che consentirebbe l'entrata in consiglio regionale.
Il 26 aprile Mauro Bordin (Lega) viene eletto Presidente del Consiglio Regionale. Sono eletti vicepresidenti Stefano Mazzolini (L. Fedriga) e Francesco Russo (PD).

## Galleria d'immagini

Distribuzione dei seggi per circoscrizione.